# أليكس برادلي (كرة سلة)
أليكس برادلي (بالإنجليزية: Alex Bradley)‏ مواليد 30 أكتوبر 1959 في برادنتون، هو لاعب كرة سلة أمريكي معتزل. بدأ مسيرته الاحترافية في سنة 1981. تم اختياره من قبل فريق نيويورك نيكس خلال الدرافت. حمل الرقم 30. يبلغ طوله 6 قدم 6 بوصة (2.0 م). اعتزل اللعب في 1988.

## المسيرة الاحترافية
لعب مع نيويورك نيكس في موسم 1981–1982، ثم لعب مع نادي بلد الوليد لكرة السلة في الدوري الإسباني في موسم 1983–1984، ثم لعب مع ريمس شمبانيا في الدوري الفرنسي في موسم 1987–1988.

## روابط خارجية
- أليكس برادلي على موقع إن بي أي (الإنجليزية)
- أليكس برادلي على موقع سبورتس رفرنس (الإنجليزية)
- أليكس برادلي على موقع الدوري الإسباني لكرة السلة (الإسبانية)
- أليكس برادلي على موقع كلية كرة السلة في سبورتس رفرنس.كوم (الإنجليزية)
- أليكس برادلي على موقع ريلجم (الإنجليزية)
- أليكس برادلي على موقع بروبوليرز (الإنجليزية)
- أليكس برادلي على موقع سبورتس رفرنس (الإنجليزية)